# Hrazdan (město)
Hrazdan (arménsky Հրազդան) je hlavní a největší město arménské provincie Kotajk, nacházející se 45 kilometrů severovýchodně od Jerevanu, hlavního města Arménie. Podle odhadu z roku 2011, ve městě žije 53 400 obyvatel, což z Hrazdanu činí 5. největší město v zemi. Od roku 1989 však počet obyvatel klesá.

## Historie
Hrazdan patří mezi města, která byla založena během sovětské vlády. Současné město vzniklo spojením vesnic Achta, Atarbekjan, Jrarat, Kakavadzor a Makravan. Obyvatelé města pocházejí z regionů v západní Arménii a z dnešního Íránu. Během sovětské vlády, mělo město 61 000 obyvatel a podle rozvojového plánu měl počet obyvatel stoupnout až na 120 000. S pádem Sovětského svazu však plán selhal.

## Geografie
Město se nachází v severovýchodní části Arménie. Hraničí s pohořím Pambak na severu a s pohořím Caghkunjats na jihozápadě. Městem protéká řeka Hrazdan, do které se vlévají řeky Marmarik a Aghveran. Průměrná teplota v Hrazdanu je 4,8 °C. Roční množství srážek se pohybuje mezi 715 až 730 milimetry.

## Průmysl
Hrazdan patří mezi nejvíce industrializovaná města v Arménii. Město je domovem vodní elektrárny, postavené v letech 1954 až 1959, dále jedné z největších tepelných elektráren na Kavkazu a cementárny, postavené roku 1970.

## Galerie

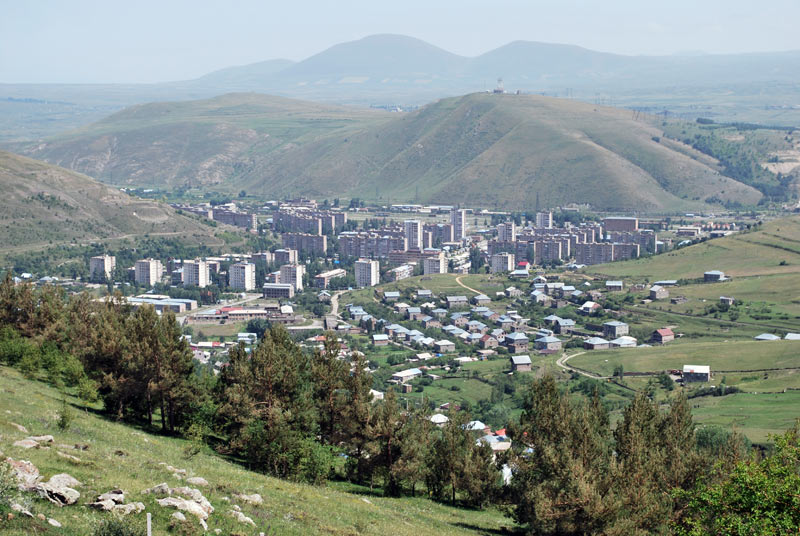
Pohled na město
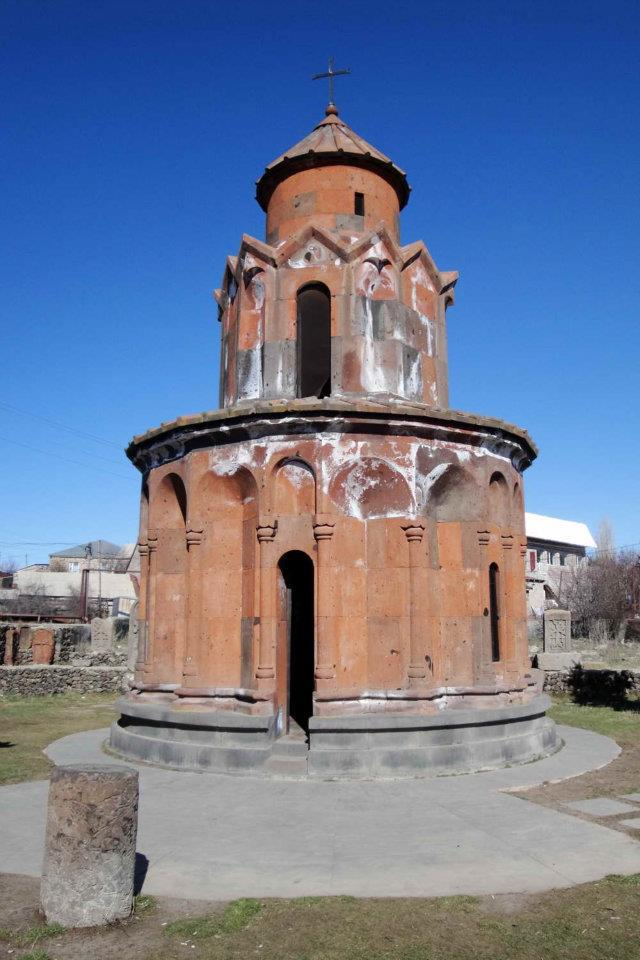
Kostel
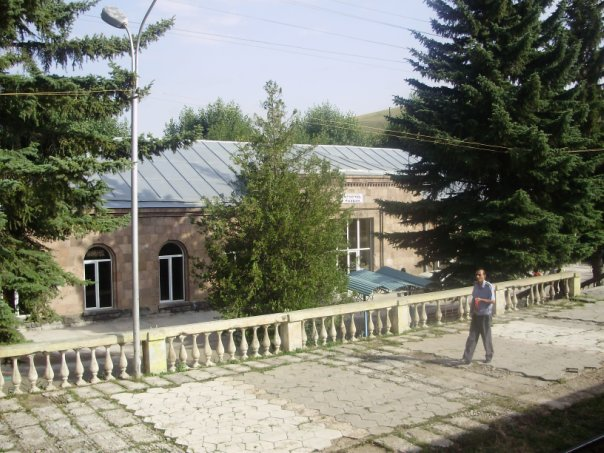
Železniční stanice
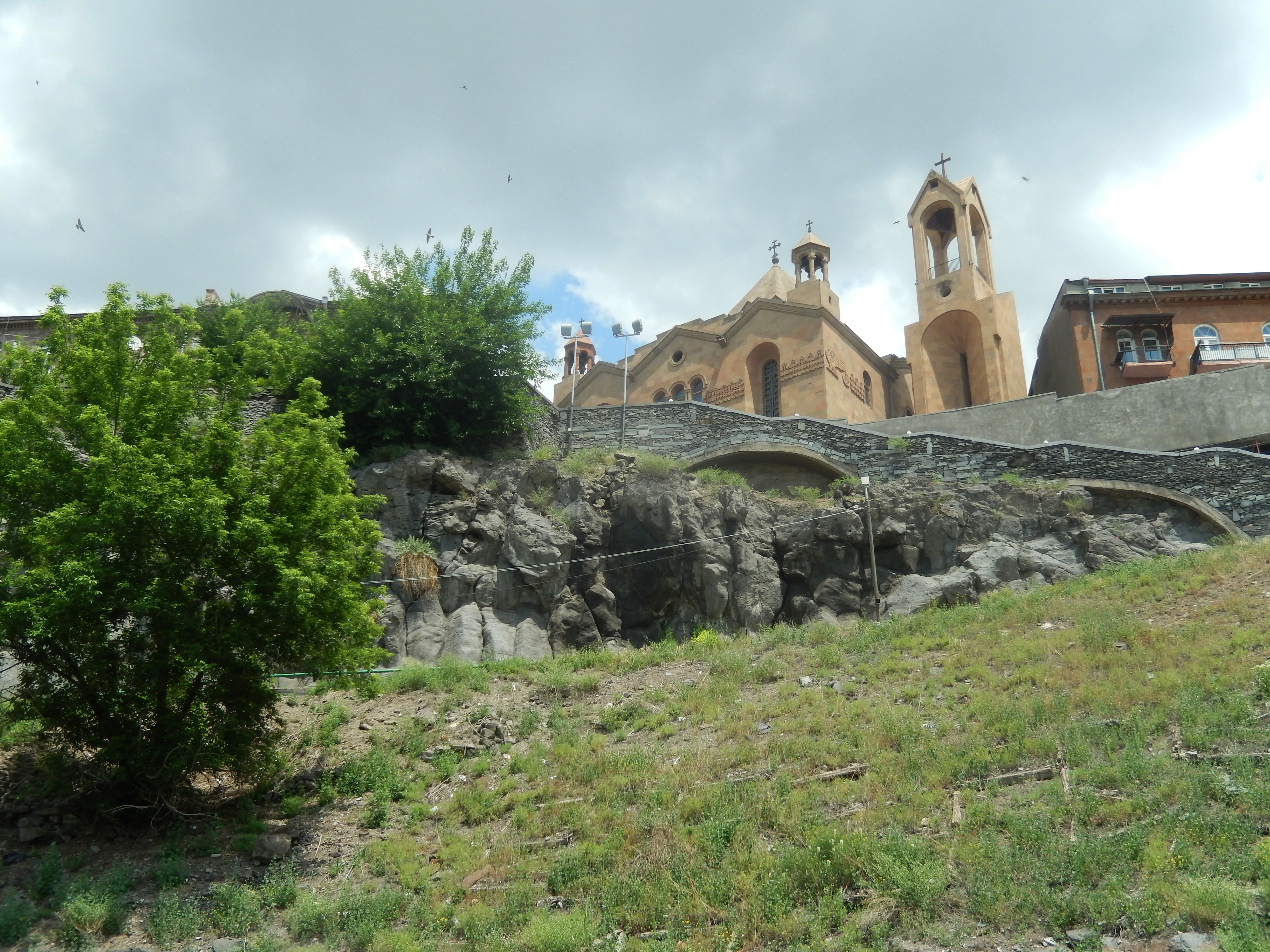
Kostel na skále